# Bonchamp-lès-Laval

Bonchamp-lès-Laval este o comună în departamentul Mayenne, Franța. În 2009 avea o populație de 5,745 de locuitori.